# Anacroneuria aroucana
Anacroneuria aroucana är en bäcksländeart som beskrevs av Douglas E. Kimmins 1948. Anacroneuria aroucana ingår i släktet Anacroneuria och familjen jättebäcksländor. Inga underarter finns listade i Catalogue of Life.